# 高血糖症
高血糖（こうけっとう、英: hyperglycemia）とは、血糖値が高い状態。主に糖尿病(Diabetes mellitus)の症状であり、   英語「hyperglycemia」「High Blood Sugar」やドイツ語「Hyperglykämie」などから分かるように病名ではない。
日本語における糖尿病(Diabetes mellitus)を「高血糖症」「慢性高血糖症」「高血糖症候群」のどれかに呼び替えようという意見はある。高血糖とは、通常血糖値が10mmol/L(180mg/dL)以上からとされるが、15-20mmol/L(270-360mg/dL)あるいは15.2-32.6mmol/Lまで顕著な症状を示さないこともある。しかし125mg/dL以上の状態が慢性的に続くと臓器障害を生じうる。英語の hyperglycemia の語源は、ギリシア語でhyper- 過度に、-glyc- 甘い、-emia 血液の状態、である。

## 高血糖状態を引き起こす原因

### 糖尿病
空腹時においても持続する高血糖状態を慢性高血糖状態といい、これは最も一般的には糖尿病によって引き起こされる。また逆に慢性高血糖状態は糖尿病の診断基準のひとつになっている。間欠性高血糖状態は前糖尿病期にみられることがある。はっきりした原因がないのに高血糖状態の急性症状が現れた場合は、進行性糖尿病、もしくは糖尿病の素因を示している可能性がある。
糖尿病における高血糖状態は、糖尿病のタイプと進行度に応じて、通常、インスリン濃度低下、および細胞レベルでのインスリン耐性によって引き起こされる。インスリン濃度低下、およびインスリン耐性により、体内のグルコースからグリコーゲン（主に肝臓に貯蔵されるデンプン様のエネルギー源）への転換が抑制され、その結果、血液中の過剰なグルコースの除去が困難、または不可能になる。糖毒性を生じない通常のグルコース濃度では、任意の時点での血液中の全グルコース量は、20～30分間体内にエネルギーを補給するのにぎりぎり十分な量であり、体内調節機能によってグルコース濃度が精密に維持されなければならない。この機能が低下しグルコースが正常値を超えると、高血糖状態が生じる。
グルコースはそのアルデヒド基の反応性の高さからタンパク質を修飾する作用（メイラード反応参照）があり、グルコースによる修飾は主に細胞外のタンパク質に対して生じる。細胞内に入ったグルコースはすぐに解糖系により代謝されてしまう。インスリンによる血糖の制御ができず生体が高濃度のグルコースにさらされるとタンパク質修飾のために糖毒性が生じ、これが長く続くと糖尿病合併症とされる微小血管障害によって生じる糖尿病性神経障害、糖尿病性網膜症、糖尿病性腎症などを発症する。

### 薬剤性
高血糖状態のリスクを増大させる薬剤には、βブロッカー、アドレナリン、サイアザイド（利尿剤）、コルチコステロイド、ナイアシン、ペンタミジン、プロテアーゼ阻害薬、L-アスパラギナーゼ、一部の向精神薬などがある。アンフェタミンなど覚醒剤の一時的な投与は高血糖状態を引き起こすのに対し、慢性的な使用は低血糖症を引き起こす。

### 急性疾患との併発
脳卒中や心筋梗塞のような急性疾患を発症する患者は、糖尿病と診断されていなくても、高い比率で高血糖症状態を進行させていることがある。この場合の高血糖状態は良性ではないこと、また、急性疾患に併発する高血糖状態は、脳卒中や心筋梗塞後の死のリスクの高さと関連することが、ヒトおよび動物を使った試験で示唆されている。
糖尿病がなく、血漿グルコース値が120 mg/dLを超えているときは、敗血症が疑われる。

### 生理的反応
高血糖症状態は感染時や炎症時に自然に起きる。身体にストレスがかかると、内因性のカテコールアミンが放出され、他の要因ともあいまって、血中グルコース濃度を上昇させるように働く。上昇の程度は個人によって、また炎症反応の種類によって異なる。よって初めて高血糖状態を示した患者に先在する疾患がある場合は、糖尿病の診断には慎重でなければならない。空腹時血漿グルコース値、任意時血漿グルコース値、食後2時間血漿グルコース値の測定など詳細な検査が必要とされる。

## 検査値と定義
グルコース値は以下のいずれかの単位に従って測定する。
1. 1デシリットルあたりのミリグラム数(mg/dL)。アメリカ、日本、フランス、エジプト、コロンビアなどで用いられる。
2. 1リットルあたりのミリモル数(mmol/L)。1デシリットルあたりのミリグラム数(mg/dL)を18で割っても得られる。式は、{\displaystyle {\rm {mmol/L=mg/dL\div 18}}}

科学雑誌では mmol/L の使用に移行しつつある。当面のところ mmol/L を優先単位とし、かっこ内に mg/dL を併記する雑誌もある。
対応表
| mg/dL | mmol/L |
| ----- | ------ |
| 72    | 4      |
| 90    | 5      |
| 108   | 6      |
| 126   | 7      |
| 144   | 8      |
| 180   | 10     |
| 270   | 15     |
| 288   | 16     |
| 360   | 20     |
| 396   | 22     |
| 594   | 33     |

グルコース値は、食前、食後、また一日の各時間によっても変化する。正常値の定義は医師によって異なるが、一般には、大多数の人（空腹時成人）の正常値はおおよそ 80〜110 mg/dL もしくは 4〜6 mmol/L である。継続して126 mg/dL もしくは 7 mmol/L 以上の患者は一般に高血糖症であるとみなされ、 70 mg/dL もしくは 4 mmol/L 以下の患者は低血糖状態であると考えられる。空腹時成人では、血漿グルコース値が 126 mg/dL もしくは 7 mmol/L を超えないようにしなければならない。血糖値が高い状態が続くと、血管および血管を通じて血液を供給する臓器を傷害し、糖尿病の合併症を引き起こすことがある。
慢性高血糖状態は HbA1c 検査によって診断する。急性高血糖状態の定義は研究によって異なるが、8〜15 mmol/L 程度である。

## 合併症
一時的な高血糖状態は、良性で無症候性のことが多く、血中グルコース濃度が相当の期間正常値を大きく超えていても、恒久的な影響や症状を示さないことがある。しかし、慢性高血糖状態では、正常値よりやや高い程度でも、多年にわたり、腎障害、神経損傷、心筋損傷、糖尿病性網膜症など、さまざまな重篤な合併症を併発する。
慢性高血糖状態の原因として圧倒的に多いのは糖尿病である。糖尿病の治療目標は、長期にわたる重篤な合併症の発症を防ぐために、血糖値をできるだけ正常値に近づけることである。
急性高血糖状態でグルコース値が極めて高いときは、緊急治療の対象となる。糖尿病性ケトアシドーシスなど、重篤な合併症を短期間で引き起こすことがある。インスリン依存型糖尿病を放置していた患者にもっとも多くみられる。

## 症状
急性・慢性高血糖状態と関連し、以下の各症状がみられることがある。はじめの3つは高血糖状態の古典的三徴である。
- 大食症
- 煩渇多飲
- 多尿症
- かすみ目
- 疲労 （眠気）
- 体重減少
- 外傷（切り傷、すり傷など）の治りが悪い
- 口腔乾燥症
- 乾燥肌、皮膚のかゆみ
- 勃起不全 （男性）
- 感染症の多発 - 膣カンジダ症、鼠蹊部発疹、スイマーズイヤー（外耳緑膿菌感染症）など
- クスマウル呼吸
- 不整脈
- 昏迷
- 昏睡

他の症状がなく頻繁な空腹のみがみられるときも、血糖値が低すぎることを示している場合がある。これは、糖尿病患者への経口血糖降下薬やインスリンの投与が食事量に対して多すぎる場合におきる。投与によって血糖値が正常値以下になると空腹を訴えることが多くなり、このときの空腹感は通常の場合 1型糖尿病、特に若年性のものと比べればさほど顕著ではないが、経口血糖降下薬の処方が困難になることがある。
煩渇多飲や多尿症は、血中グルコース濃度が上昇した結果腎臓から過剰にグルコースが排泄され（尿糖）、浸透圧利尿が生じたときに起こる。
糖尿病性ケトアシドーシスの症状には次のようなものがある。
- ケトアシドーシス
- 意識レベルの低下、混濁
- 尿糖や浸透圧利尿による脱水症状
- 急な空腹感、口渇感
- 呼気に果物のような甘いにおいがする
- うつ、不安を伴う認知機能障害[12][13]

## 予防法・対処法
高血糖の予防法は 1日3食規則正しく糖質控えめ、野菜から先に、よく噛むことである。
既に高血糖状態である際には、原因となる基礎疾患を除去することが必要になる。たとえば、原因の基礎疾患が糖尿病であるならば、糖尿病の治療をするということになる。夏の糖尿病患者に起こりやすい急性高血糖は多くの場合、医師の指導の下でインスリンの自己注射によって治療が可能である。ペクチンは小腸からは吸収されないが食後の血糖値の上昇を抑える効果がある。